# Игор Ташевски
Игор Ташевски (Београд, 27. јул 1972) бивши је српски фудбалер.

## Каријера
Рођен је 27. јула 1972. године у Београду. Фудбалску каријеру је почео у београдском Раду (1990–1994). Играо је на позицији одбрамбеног играча. Године 1994. прешао је у ФК Партизан. Са црно–белима је освојио две узастопне титуле првака у првенству, 1996 и 1997.
Након тога, од 1998. каријеру је наставио у Шпанији где се задржао седам година. Помогао је Виљареалу да се врати у елитни ранг такмичења Ла Лигу, одиграо 35 утакмица (33 као стартер). Наступао је још за Елче и Спортинг Хихон, а играчку каријеру је завршио 2006. године играјући за Вождовац.

## Успеси
- Партизан
  - Првенство СР Југославије (2): 1995/96, 1996/97.
  - Куп СР Југославије (1): 1997/98.